# Ctenitis vellea
Ctenitis vellea là một loài thực vật có mạch trong họ Dryopteridaceae. Loài này được (Willd.) Proctor miêu tả khoa học đầu tiên năm 1950.